# Uldis Augulis
Uldis Augulis (Dobele, RSS de Letònia, 16 de març de 1972) és un polític letó, membre de la Unió de Verds i Agricultors, i diputat del Saeima des de 2 d'octubre de 2011. Té un grau en Gestió Financera per la Universitat de Letònia i ha ocupat diversos càrrecs ministerials al govern de Letònia.
Va ser Ministre de Benestar entre 12 de març de 2009 i 3 de novembre de 2010, Ministre de Transport entre el 3 de novembre de 2010 i el 25 d'octubre de 2011, i Ministre de Justícia accidental entre març i abril de 2010.

## Controvèrsia
Augulis va generar controvèrsia quan va prioritzar projectes de carreteres i vies fèrries connectant Riga i Moscou mentre deixava de banda projectes de la Unió Europea com Rail Baltica, al·legant manca de fons. Letònia va perdre uns 12.2 milions d'euros en fons europeus degut als dubtes sobre el projecte Rail Baltica, i el Comissari Europeu de Transport va indicar que no hi havia cap possibilitat que la Unió Europea contribuís a l'enllaç proposat amb Moscou a despit que Augulis havia afirmat que la Unió podria contribuir-hi amb més d'un 85%. El ministre de transports rus, Igor Levitin, va dir després d'una trobada amb Augulis que el projecte de via fèrria ràpida entre Riga i Moscou estava econòmicament justificat a causa de l'augment de passatgers i tràfic de mercaderies, i no era polític.